# Агнес Бенет
Агнес Бенет (енгл. Agnes Elizabeth Lloyd Bennett; Сиднеј, 24. јун 1872 – 27. новембар 1960) била је аустралијанска лекарка, са дипломом шкотског универзитета. Истакла се као лекарка пионирском улогом на Новом Зеланду, и великом храброшћу у хуманитарним мисијама лекара на фронтовима Европе у Првом светском рату. Значајно је допринила побољшању здравствене неге мајки и деце на Новом Зеланду. Била је и велики борац за женска права, и непрестано се залагала за унапређења статуса жена у свету. Утом својству била је учесница на светској конференцији Интернационалне федерације универзитетски образованих жена, у Кракову, 1936. године, и многим другим манифестацијама у свету. Носилац је Одликовања Британске империје, Ордена Светог Саве, Медаље српског Црвеног крста и добитник бројних награда и признања.

## Живот и каријера
Рођена је 24.јун 1872. године у Сиднеју, Нови Јужни Велс, Аустралија, као шесто дете мајке Агнес Амелије девојачко Хајс и оца Вилијема Бенета (William Christopher Bennett, 1824–1889), инжењера ирског порекла, који је у Новом Јужном Велсу радио као Начелник за путеве и мостове у време формирања аустралијске државе. Основно и средње школовање завршила је у Сиденју, у школу за девојчице (Cheltenham Ladies' College, Dulwich Girls' High School and Abbotsleigh).
Након што је добила стипендију за даље школовање 1890. године започела је студије на Универзитету у Сиднеју и истовремено била је секретарица и учитељица ноћних школа Удружење жена, касније Универзитетског женског насеља (енгл. University Women's Settlement). Као јако надарена студенткињама на универзитету постала је друга жена из Аустралије са академским звањем у природним гранама науке (геологије и биологије, 1894).
Како након дипломирања није била у стању да одмах нађе посао медицинара, неко време радила је као наставник и гувернанта. Недзадовољна својим статусом и жељна нових знања из медицине, напустила је Аустралију 1895. године да би студирање наставила на Единбуршком медицинском факултету за жене, који је основала др Елси Инглис (1889–1890) и њен отац Џон Инглис. Дипломирала је на Универзитету у Единбургу 1899. године.
Вратила се у Сиднеј 1901. и основала приватну праксу на  Darlinghurst Road-у и најчешће давала бесплатне медицинске савете. Потом је накратко радила у Callan Park-у, болници за душевно поремећене. Убрзо је била је приморана да се одрекне лекарске праксе због тада уобичајених предрасуда према женама лекарима у Аустралији, и 1905. године преузела лекарску праксу жене доктора у Велингтону на Новом Зеланду. Овога пут је била задовоњна праксом лекара и непрестано се усавршавала у струци. Од 1910 до 1911. године радила је у Болницу за мајку и дете (St Helen’s Maternity Hospital), а била ји на дужност прве лекарка у једној државној болници.
Године 1911. завршила је докторат у Единбургу.

### Учесница Првог светског рата
Када је започео Први светски рат као једина жена хирург, радила је у болници у Каиру, у мисији спашавања бројних рањеника са Галипоља. Када је посао завршила, отпловила је за Енглеску, не знајући шта даље. Скоро одмах се срела са др Елси Инглис из Лондона, која ју је замолила да се укључи у рад Болнице шкотских жена. Др Агнес је предлог др Елси Инглис одмах прихватила и 2. августа 1916. са Америчком јединицом Болнице шкотских жена, на њеном челу, заједно са још четрдесетак шкотских жена, након одговарајућих припрема из Соутамптона кренула болничким бродом Dunluce Castle за Солун.
Након што је њен брод је стигао у Солун 13. августа, добила је задатак да на солунском фронту, као руководилац Америчке јединице, оснује Болницу шкотских жена у Острову на обалама Островског језера у Егејској Македонији.
У периоду од 1916. до 1917. године, као активни припадник Треће српске армије, са својим сарадницима била је учесник свих већих битака на солунском фронту — пре свега оних на Горничеву и Кајмакчалану.

## Агнеса у познијим годинама
Агнес Бенет је по окончању Првог светског рата и повратка на Нови Зеланд, 1923. године постала први председник Велингтонске филијале Међународне федерације универзитетских жена. Као представница жена са Новог Зеланда учествовала је на Светској конференцији у Кракову, у Пољској, 1936. године.
Једно време боравила је у родној Аустралији у којој је 1938/39. радила као руководилац болници у Буркектауну. Вратила се у Велингтон и 1939. помогла да се формира Помоћна ратна служба за жене (Women's War Service Auxiliary), непосредно пред почетак Другог свестког рата.
За време Другог светског рата, од 1940. до 1942. радила је у енглеским болницама. По повратку на Нови Зеланд, држала је предавања женама о венеричним болестима и контроли рађања.
Др Агнес Бенет јенеколико година пред њену смрт постала и велики донатор. Након што је 1955. и 1956. поклонила 10.000 фунти за аеронаутичка истраживања Универзитету у Сиднеју, после њене смрти овај универзитет је наследио и остатке њеног имања, у Новом Јужном Велсу, које је процењено на суму од ондашњих 26.490 фунти.
Преминула је у Велингтону 27. новембра 1960. године. Кремирана је по својој жељи по презбитеријанским обредима.

## Признања
Године 1948. на дан краљевог рођендан, додељено јој је Одликовања Британске империје за лекарску службу у Велингтону.
У занак признања за њен допринос у раду Међународне федерације универзитетских жена, њен портрет (дело Чарлса Хопкинсона) изложен је у просторијама филијала Новозеландске федерације универзитетских жена у Велигнтону.